# قياس التبخر
قياس التبخر هو اختبار طبي لقياس معدل تبخر العين. الأفراد الذين يعانون من خلل في غدة الميبوميوس سيكون لديهم معدل متزايد من التبخر لأن الغدد تفرز الميبوم بجودة أقل (أو كمية أقل). وهذا يؤثر على الغشاء الدمعي مما يزيد من معدل التبخر ويمكن أن يسبب جفاف العين. يُسمى الجهاز المُستخدم لإجراء قياس التبخر بمقياس التبخر أو المبخار.